# Per Laursen
Per Laursen (16 april 1966) is een Deens darter, die uitkomt voor de World Darts Federation (WDF).
Laursen bereikte bij zijn debuut op de Lakeside in 2006 de tweede ronde van het befaamde toernooi in Frimley Green na een 3-2-overwinning op de Engelsman Tony Eccles (5). In de volgende ronde sneuvelde hij echter tegen Shaun Greatbatch.
Namens de PDC kende Laursen eveneens een succesvol eerste optreden: als wildcardspeler bereikte hij de tweede ronde op het Ladbrokes World Darts Championship 2007 in Purfleet. In de eerste ronde overkwam hij Colin Monk met 3-0, maar in zijn partij tegen tweevoudig wereldkampioen Dennis Priestley (3) verzuimde de Deen ondanks een 3-1-voorsprong en acht matchdarts de wedstrijd te beslissen, waarna de Engelsman alsnog met de zege aan de haal ging (4-3 sets). Met zijn deelname aan het toernooi werd Laursen de eerste Deense speler op een tv-toernooi van de PDC.
In 2005 verloor de Deen in de finale van de WDF World Cup, gehouden in Australische Perth, tegen de Nederlander Dick van Dijk (4-1 legs).
In januari 2012 werd Laursen geselecteerd om Denemarken te vertegenwoordigen in de PDC World Cup of Darts samen met Jann Hoffmann.

## Resultaten op Wereldkampioenschappen

### BDO
- 2006: Laatste 16 (verloren van Shaun Greatbatch met 2-4)

### WDF

#### World Cup
- 2001: Laatste 64 (verloren van Marko Pusa met 1-4)
- 2003: Laatste 32 (verloren van Co Stompé met 0-4)
- 2005: Runner-up (verloren van Dick van Dijk met 1-4)
- 2007: Laatste 64 (verloren van Geert De Vos met 1-4)

### PDC
- 2007: Laatste 32 (verloren van Dennis Priestley met 3-4)
- 2008: Laatste 64 (verloren van Alan Tabern met 1-3)
- 2009: Laatste 64 (verloren van Wes Newton met 1-3)
- 2010: Voorronde (verloren van Ian Perez met 3-4)
- 2011: Laatste 32 (verloren van Phil Taylor met 0-4)
- 2012: Voorronde (verloren van Petri Korte met 3-4)
- 2014: Laatste 32 (verloren van  Peter Wright met 2-4)
- 2016: Voorronde (verloren van Andy Boulton met 1-2)